# NGC 2923
NGC 2923 je galaksija u zviježđu Lavu.

## Vanjske poveznice
- SEDS: NGC 2923